# Долженко, Геннадий Петрович
Геннадий Петрович Долженко (род. 14 января 1940, Славгород, Алтайский край, РСФСР, СССР) — советский и украинский политик, учёный-зоотехник.

## Биография
Окончил Алма-Атинский зооветеринарный институт (1962), специальность «ученый-зоотехник»; ВПШ при ЦК КПУ (1970—1971 гг).
В 1962—1965 гг. — главный зоотехник колхоза «Путь Ильича» Коропского района Черниговской области.
В 1965—1971 гг. — на комсомольской работе. С 1971 г. — на партийной работе. С 02.1974 г.- 2-й секретарь Коропского РК КПУ.
С 09.1975 г. — председатель исполкома Коропского райсовета народных депутатов.
С 1978 г. — заведующий отделом сельского хозяйства и пищевой промышленности Черниговского ОК КПУ.
С 12.1983 г. — 1-й секретарь Черниговского РК КПУ.
В 1991—1994 годах. — 1-й заместитель председателя облсовета коллективных сельскохозяйственных предприятий Черниговской области.
С февраля 1993 г. — член Черниговского ОК КПУ, член бюро, первый секретарь.
В 1994—1998 гг. — народный депутат Украины, выдвинут КПУ. Заместитель председателя Комитета по вопросам Чернобыльской катастрофы. Член (уполномоченный) фракции коммунистов. В 1998—2002 гг. — народный депутат от КПУ. Член Комитета по вопросам экологической политики, природопользования и ликвидации Чернобыльской катастрофы (с 07.1998 г.), член фракции КПУ (с 05.1998 г.).

### Политическая деятельность
Член КПУ с 1966 г. Член президиума ЦК КПУ (с 06.1993 г.). С 1998 по 2002 — Народный депутат Украины 3-го созыва, избран по спискам Коммунистической партии Украины.

### Награды
Награждён орденами «Знак Почета» (1972), «Трудового Красного Знамени» (1976), 2 медалями.